# سو آي
بارك سو-آي (هانغل: 박수애; هانجا: 朴秀愛) والمعروفة باسم سو آي، هي ممثلة كورية جنوبية. ولدت في 16 سبتمبر 1979 في سول، كوريا الجنوبية. بدأت مسيرتها المهنية على التلفزيون، ولكن بعد دورها المتميز في فيلم عائلة (2004) أصبحت معروفة بأنها ممثلة رائدة في السينما لا سيما في فيلم مشمس (2008) ومنتصف الليل (2010) ظهرت أيضًا في الدراما التاريخية التلفزيونية الشهيرة إمبراطور البحر (2004)، وعد ألف يوم (2011)، ملكة الطموح (2013) والقناع (2015). في عام 2016، عادت إلى الظهور في مسلسل الدرامي الكوميدي الرومانسي الغريب الحلو وأنا على قناة كي بي إس 2.

## فيلموغرافيا

### أفلام
| عام  | عنوان              | الدور                                    |
| ---- | ------------------ | ---------------------------------------- |
| 2004 | عائلة              | لي جيونج يون                             |
| 2005 | حملة الزفاف        | كيم لارا                                 |
| 2006 | مرة واحدة في الصيف | سيو جونغ إن                              |
| 2008 | مشمس               | قريبا يي / مشمس                          |
| 2009 | سيف بلا اسم        | مين جا يونغ، الإمبراطورة ميونغسونغ لاحقًا |
| 2010 | منتصف الليل FM     | كو صن يونغ                               |
| 2013 | الأنفلونزا         | كيم إن هي                                |
| 2016 | خلع 2              | جي وون                                   |
| 2018 | المجتمع الراقي     | أوه سو يون                               |

### مسلسلات
| عام  | عنوان                                | الدور                    | قناة البث    |
| ---- | ------------------------------------ | ------------------------ | ------------ |
| 1999 | المدرسة 2                            | مظهر الضيف               | كي بي إس     |
| 2002 | أفضل مسرح لقناة MBC: حب من جانب واحد |                          | ام بي سي     |
| 2002 | العصر الذهبي لماينج                  | هيو جو يون               | ام بي سي     |
| 2003 | رسالة حب                             | جو اون ها                | ام بي سي     |
| 2003 | مرح الذهاب جولة                      | سيونغ جين كيو            | ام بي سي     |
| 2004 | قبلة أبريل                           | سونغ تشاي وون            | كي بي إس 2   |
| 2004 | إمبراطور البحر                       | سيدة جونغ هوا            | كي بي إس 2   |
| 2007 | اثنين من الرافضة في الجولة التاسعة   | هونغ نان هي              | ام بي سي     |
| 2010 | أثينا: إلهة الحرب                    | يون هيين                 | اس بي اس     |
| 2011 | وعد ألف يوم                          | لي سيو يون               | اس بي اس     |
| 2013 | ملكة الطموح                          | جو دا هاي                | اس بي اس     |
| 2015 | قناع                                 | بيون جي سوك / سيو أون ها | اس بي اس     |
| 2016 | الغريب الحلو وأنا                    | هونغ نا ري               | كي بي إس 2   |
| 2021 | المدينة الاصطناعية                   | يون جاي هي               | جاي تي بي سي |

## روابط خارجية
- سو آي على موقع IMDb (الإنجليزية)
- سو آي على موقع ألو سيني (الفرنسية)
- سو آي على موقع قاعدة بيانات الفيلم (الإنجليزية)
- سو آي على موقع كينوبويسك (الروسية)